# Cañon City, Colorado
Cañon City, Colorado là một thành phố thuộc quận Fremont, tiểu bang Colorado, Hoa Kỳ. Thành phố có diện tích km², dân số thời điểm năm 2000 theo điều tra của Cục điều tra dân số Hoa Kỳ là 15.431 người2.